# ويليام جوردن (ممثل)
ويليام جوردن (بالإنجليزية: William Jordan)‏ هو ممثل أمريكي، ولد في 13 أكتوبر 1937 في ميلان في الولايات المتحدة.

## أعمال

### أفلام
- (1978) قصة بدي هولي

## وصلات خارجية
- ويليام جوردن على موقع IMDb (الإنجليزية)
- ويليام جوردن على موقع أول موفي (الإنجليزية)
- ويليام جوردن على موقع قاعدة بيانات الفيلم (الإنجليزية)